# Cantonul Servian
Cantonul Servian este un canton din arondismentul Béziers, departamentul Hérault, regiunea Languedoc-Roussillon, Franța.

## Comune
- Abeilhan
- Alignan-du-Vent
- Coulobres
- Espondeilhan
- Montblanc
- Puissalicon
- Servian (reședință)
- Valros